# スタレット (ミサイル駆逐艦)
|          |                                                                                               |
| 艦歴     |                                                                                               |
| 発注     | 2002年9月13日                                                                                 |
| 起工     | 2005年11月16日                                                                                |
| 進水     | 2007年5月19日                                                                                 |
| 就役     | 2008年8月9日                                                                                  |
| 退役     |                                                                                               |
| その後   |                                                                                               |
| 要目     |                                                                                               |
| 排水量   | 9,648 トン                                                                                    |
| 全長     | 155.3 m (509 ft 6in)                                                                          |
| 全幅     | 20.1 m (66 ft)                                                                                |
| 吃水     | 9.4 m (31 ft)                                                                                 |
| 機関     | COGAG方式                                                                                     |
| 機関     | LM 2500-30ガスタービンエンジン (27,000shp) ×4基                                               |
| 機関     | 可変ピッチプロペラ（5翔）×2軸                                                                 |
| 最大速   | 31ノット                                                                                      |
| 航続距離 | 4,400 海里（20ノット時）                                                                      |
| 乗員     | 士官、兵員 380名                                                                              |
| 兵装     | Mk.45 mod.4 5インチ単装砲 ×1基                                                                |
| 兵装     | Mk.38 25mm単装機関砲 ×2基                                                                     |
| 兵装     | Mk.15 20mmCIWS×1基                                                                            |
| 兵装     | M2 12.7mm機銃 ×4挺                                                                            |
| 兵装     | Mk.41 mod.15 VLS ×96セル - SM-2MR SAM - ESSM 短SAM - VLA SUM - トマホーク SLCM などを発射可能 |
| 兵装     | Mk.32 3連装短魚雷発射管×2基                                                                   |
| 艦載機   | MH-60R×2機搭載可能                                                                            |
| C4ISTAR  | AWS B/L 7 (Mk.99 GMFCS×3基)                                                                   |
| C4ISTAR  | AN/SQQ-89A(V)15                                                                               |
| センサ   | AN/SPY-1D(V) 多機能レーダー×4面                                                               |
| センサ   | AN/SPS-67 対水上レーダー×1基                                                                  |
| センサ   | AN/SQS-53C(V)1艦首装備ソナー                                                                  |
| 電子戦   | AN/SLQ-32(V)3 ESM/ECM装置                                                                     |
| 電子戦   | Mk 36 SRBOC デコイ発射機                                                                      |
| モットー | Dauntless                                                                                     |

スタレット (英語: USS Sterett, DDG-104) は、アメリカ海軍のミサイル駆逐艦。アーレイ・バーク級ミサイル駆逐艦の54番艦。艦名はアメリカ海軍初期の軍人アンドリュー・スタレットにちなむ。その名を持つ艦としては4隻目である。

## 艦歴
スタレットは2005年11月16日にメイン州バスのバス鉄工所で起工した。
2018年2月アメリカ太平洋艦隊指揮下に新設のワスプ (強襲揚陸艦)を中心に形成される「強化型遠征打撃群」にデューイ（DDG-104）と共に配備予定と同時に事故による艦艇修理で稼働艦艇が減少している横須賀第7艦隊所属第15駆逐隊の穴埋めを兼ねる可能性も報じられている。